# ГЕС Ciunget
ГЕС Ciunget – гідроелектростанція у центральній частині Румунії в повіті Вилча (історичний регіон Трансільванія), споруджена на річці Лотру (права  притока Олту, який в свою чергу є лівою притокою Дунаю). Становить верхню ступінь каскаду на Лотру, знаходячись вище від ГЕС Mălaia. Друга за потужністю ГЕС в країні після станції «Залізні Ворота» на Дунаї.
ГЕС Ciunget становить собою великий гідротехнічний комплекс, який включає п’ять гребель на трьох річках та забезпечує збір водних ресурсів із десятків водозабірних точок у оточуючих гірських масивах. Основне водосховище – озеро Vidra – створене на Лотру кам’яно-накидною греблею із глиняним ядром висотою 122 метри та довжиною 350 метрів. На її спорудження витратили 3,6 млн.м3 матеріалу, при цьому у підстилаючих породах створили водонепроникну завісу до глибини у 57 метрів. Гребля утворює водосховище із об’ємом 340 млн.м3.   
Інші чотири греблі комплексу виконані із бетону:
- гребля на річці Jidoaia – лівій (північній) притоці Лотру – має висоту 50 метрів та довжину 152 метри, а її спорудження потребувало 27 тис м3 матеріалу. На основі створеного нею водосховища працює водозбірна система загальною довжиною понад 73 км, яка має 39 точок водозабору із потоків оточуючого гірського масиву. Також тут встановлено насосну станцію потужністю 21 МВт, яка забезпечує підйом накопиченого ресурсу на висоту у 187 метрів до головного водосховища Vidra;
- гребля Balindru, споруджена на самій Лотру у 10 км вниз по течії після водосховища Vidra, має висоту 42 метри та довжину 102 метри, а її спорудження потребувало 13 тис м3 матеріалу. Для подачі зібраного нею ресурсу до озера Vidra встановлена насосна станція потужністю 9 Мвт, яка забезпечує перекачування води до однієї із вхідних точок тунелю від згаданої вище греблі Jidoaia;
- дві греблі на річці Латориця – правій (південній) притоці Лотру – вище по течії Galbenu та нижче Petrimanu. Остання має висоту 50 метрів та довжину 190 метрів, а на її спорудження пішло 56 тис м3 матеріалу. Створене нею водосховище, окрім природного припливу, поповнюється водозбірною системою загальною довжиною понад 67 км, яка має 28 точок водозабору. При цьому окрім потоків оточуючого гірського масиву вона отримує ресурс також із річки Олтет – іншої правої притоки Олту, чий водозбірний басейн межує з басейном Лотру із півдня. Насосна станція Petrimanu є найбільш потужною у комплексі – 31,5 МВт. Тунель, що прямує від неї до водосховища Vidra, приймає на шляху також ресурс із згаданого вище сховища Galbenu та із потоку Înşiratele, який відноситься до розташованого на південний захід від долини Лотру басейну річки Гілорт (притока Жіу, лівої притоки Дунаю).
Від греблі Vidra до машинного залу, розташованого поблизу селища Ciunget в долині Латориці,  веде головний дериваційний тунель довжиною 13,7 км, який по дорозі також приймає воду із потоків Manaileasa (права притока Лотру), Nopteasa (притока попереднього) та Rudareasa (ліва притока Латориці). Тунель переходить у напірну галерею довжиною 1,4 км, котра досягає машинного залу, спорудженого на глибині 140 метрів. Останній має розміри 130х18 метрів, висоту 35 метрів і обладнаний трьома турбінами типу Пелтона, вибір на користь яких пояснюється великим напором у схемі – 809 метрів. Доступ персоналу до машинного залу здійснюється через основний горизонтальний тунель довжиною 1,1 км та допоміжний тунель/шахту сукупною довжиною біля 0,5 км. Відпрацьована вода відводиться до водосховища Mălaia, яке виконує роль нижнього балансуючого резервуару, через тунель довжиною  6,5 км.
У 2007-2010 роках комплекс ГЕС Ciunget пройшов масштабну реабілітацію, в якій брали участь компанії Voith Hydro Austria та Siemens Austria.